# Лайзанс, Раймонд
Ра́ймонд Ла́йзанс (латыш. Raimonds Laizāns; род. 5 августа 1964, Рига) — латвийский футболист, вратарь.

## Карьера
Начал карьеру в спортивной школе «Даугавы» г. Риги в 13 лет. В 1983—1984 играл в рижской «Даугаве». В 1985 переехал в Лиепаю, где играл во второй лиге за «Звейниекс». В 1988—1989 был основным голкипером «Волыни», где вытеснил из основы местного вратаря Михаила Бурча.
В 1990—1992 играл за львовские «Карпаты». В 1992 возвращается в Латвию, где выступал в сильнейшем клубе страны — рижском «Сконто». В 1998 отыграл один сезон за воронежский «Факел». На следующий год снова вернулся в Латвию, где и завершил карьеру в клубе «Полицияс ФК».
В 1992—1998 играл за сборную Латвии. Провел 31 игру.
С 2000 работает директором в «ЮФЦ Сконто».

## Достижения

### Командные
- Чемпион Латвии: 1992, 1993, 1994, 1995, 1996, 1997, 1998
- Обладатель Кубка Латвии: 1992, 1995, 1997, 1998

### Личные
- Лучший вратарь чемпионатов Латвии: 1994, 1995, 1996

## Личная жизнь
Сын футбольного вратаря Лаймониса Лайзанса. Сын Евгений — также футбольный вратарь.